# Vincent Cros
Pour les articles homonymes, voir Cros.
Vincent Cros, né le 8 janvier 1967 à Lyon, est auteur compositeur interprète et artiste palsticien.

## Discographie
- Un ultime ourlet : 2023 — écouter le disque
- Délicat : 2008 — écouter le disque
- L'homme intégral : 2005 — écouter le disque
- Un disque 6 titres : Iris : 2001
- Un disque sur scène : Montréal : 2006
- Chansons démodernes : 1996
- site web : CROS&GRIZZLI
- site sculpture et arts plastiques : https://crosvincentcros.wixsite.com/vincent-cros-artiste